# Suore della Divina Provvidenza (Ribeauvillé)
Le Suore della Divina Provvidenza, dette di Ribeauvillé (in francese Sœurs de la Divine Providence de Ribeauvillé), sono un istituto religioso femminile di diritto pontificio: le suore di questa congregazione pospongono al loro nome la sigla S.D.P.R.

## Storia
La congregazione venne fondata a Molsheim da Louis Kremp, vicario della locale parrocchia, con l'aiuto di suo cugino François-Xavier Hurstel e di Madeleine Ehrhard, che nel 1783 iniziò a condurre vita comune assieme a sei compagne. Bruno Mertian, che succedette a Kremp nella direzione dell'opera, acquistò per la comunità un vecchio convento agostiniano a Ribeauvillé, dove venne stabilita la casa madre dell'istituto.
Dall'Alsazia le religiose si diffusero rapidamente sia in territorio francese che tedesco, fondando numerose scuole, ma in Germania dovettero affrontare molte difficoltà a causa del Kulturkampf. Le suore aprirono anche scuole speciali per la rieducazione dei ragazzi, per sordomuti (a Guebwiller) e per la formazione degli insegnanti (nel 1882 a Colonia).
Su invito di papa Pio XII nel 1954 le suore della Divina Provvidenza si aprirono anche all'apostolato missionario iniziando a lavorare in Congo.
La congregazione ricevette il pontificio decreto di lode il 23 aprile 1869 e le sue costituzioni vennero approvate definitivamente dalla Santa Sede il 4 aprile 1928.

## Attività e diffusione
Le suore della Divina Provvidenza si dedicano prevalentemente all'istruzione e all'educazione cristiana della gioventù.
Sono presenti in Francia, in Germania, in Brasile e in Africa (Camerun, Repubblica Centrafricana, Repubblica del Congo, Togo); la sede generalizia è a Strasburgo.
Alla fine del 2008 la congregazione contava 519 religiose in 72 case.